# Prensa para tortilla

Prensa de tortilla

Una prensa para tortilla o  tortillera manual es un dispositivo tradicional de aproximadamente 20 cm de diámetro, con un par de superficies redondas y planas, para aplastar bolas de masa de maíz nixtamalizado y obtener tortillas de maíz. También se puede usar para obtener tortillas de harina de trigo. Las tortillas son prensadas entre hojas de plástico u hojas de maíz. Las prensas de tortilla están habitualmente hechas de acero inoxidable, aluminio inoxidable o madera.